# Noël Mamère

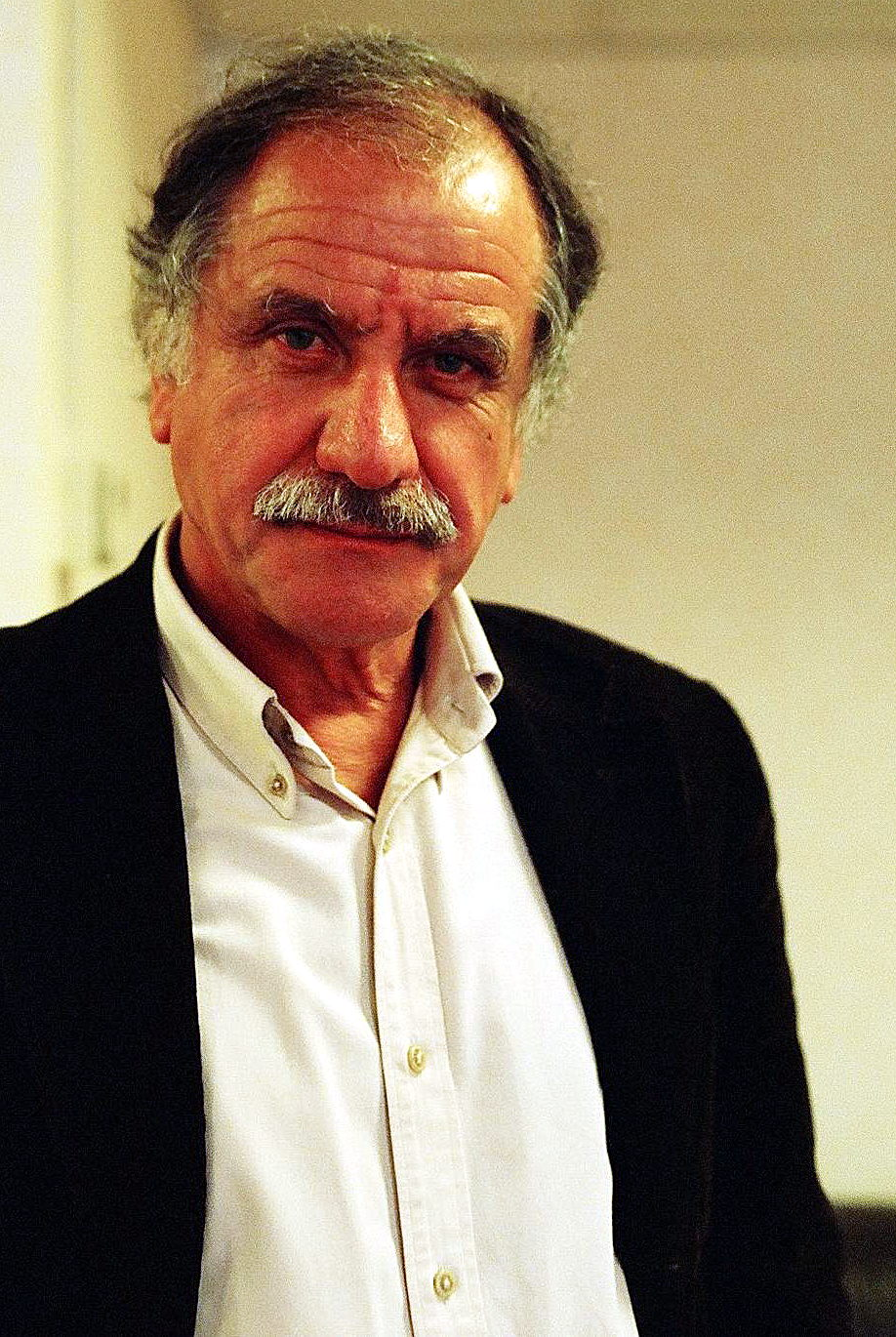
Noël Mamère en 2006.

Noël Mamère (Libourne, cerca de Burdeos, Gironda, 25 de diciembre de 1948) es un político francés. Miembro del partido ecologista Los Verdes, ha ocupado importantes cargos políticos como el de alcalde en Bègles o diputado en el Parlamento Francés por la Gironda y en el Parlamento Europeo, además, fue candidato por su partido para las elecciones de presidenciales de 2002.
El 5 de junio de 2004 desató la controversia en Francia al oficiar una ceremonia de matrimonio entre personas del mismo sexo.

## Enlaces relacionados
- Los Verdes (Francia)